# Gare de Hashimoto (Kyoto)
La gare de Hashimoto (橋本駅, Hashimoto-eki) est une gare ferroviaire de la ville de Yawata, dans la préfecture de Kyoto au Japon. La gare est gérée par la compagnie Keihan.

## Situation ferroviaire
La gare de Kuzuha est située au point kilométrique (PK) 30,1 de la ligne principale Keihan.

## Histoire
La gare est inaugurée le 15 avril 1910.

## Service des voyageurs

### Accès et accueil
La gare dispose d'un bâtiment voyageurs, avec guichets, ouvert tous les jours.

### Desserte
- Ligne principale Keihan :
  - voie 1 : direction Chūshojima et Sanjō (interconnexion avec la ligne Keihan Ōtō pour Demachiyanagi)
  - voie 2 : direction Hirakatashi, Yodoyabashi et Nakanoshima